# دارکوب (فیلم)
دارکوب فیلمی به کارگردانی بهروز شعیبی و به تهیه‌کنندگی سید محمود رضوی محصول سال ۱۳۹۶ و در ژانر عاشقانه و خانوادگی است. این فیلم داستان اجتماعی روابط انسانی افراد جامعه را در رو در رویی با معضلات اجتماعی و اعتیاد روایت می‌کند. این فیلم نامزد ده سیمرغ بلورین از جمله سیمرغ بلورین بهترین فیلم سی و ششمین دوره جشنواره فیلم فجر شده‌بود که موفق به دریافت دو سیمرغ شد.

## خلاصه داستان
داستان زنی معتاد (سارا بهرامی) است که همسرش (امین حیایی) او را رها کرده و مجدداً ازدواج کرده‌است. زن معتاد (مهسا) که به او دروغ گفته شده‌است که فرزندش (باران/گلی) مرده است؛ متوجه می‌شود کودکش زنده است. پی‌گیری‌های زن برای پس‌گیری فرزندش مشکلاتی را برای پدر دختر و زن جدید (مهناز افشار) به وجود می‌آورد و...

## بازیگران
| بازیگر          | نقش                  |
| --------------- | -------------------- |
| مهناز افشار     | نیلوفر               |
| سارا بهرامی     | مهسا                 |
| امین حیایی      | روزبه علیزاده        |
| هادی حجازی‌فر    | مازیار               |
| جمشید هاشم‌پور   | اناری                |
| شادی کرم‌رودی    | تینا                 |
| نگار عابدی      | لادن                 |
| ثریا حلی        | مامان                |
| آتیه جاوید      | فیروزه               |
| طوفان مهردادیان | دوست و همکار مهسا    |
| ندا عقیقی       | خواهر و همکار نیلوفر |
| اسدالله یکتا    | دستفروش              |

## جوایز
| بخش                           | نامزد                  | نتیجه     | جایزه        |
| ----------------------------- | ---------------------- | --------- | ------------ |
| بهترین فیلم                   | سید محمود رضوی         | نامزد     | سیمرغ بلورین |
| بهترین کارگردانی              | بهروز شعیبی            | نامزد     | سیمرغ بلورین |
| بهترین تدوین                  | فرامرز هوتهم           | نامزد     | سیمرغ بلورین |
| بهترین بازیگر نقش اول زن      | سارا بهرامی            | برنده     | سیمرغ بلورین |
| بهترین بازیگر نقش اول زن      | مهناز افشار            | نامزد     | سیمرغ بلورین |
| بهترین بازیگر نقش مکمل زن     | نگار عابدی             | نامزد     | سیمرغ بلورین |
| بهترین موسیقی متن             | بهزاد عبدی             | نامزد     | سیمرغ بلورین |
| بهترین بازیگر نقش مکمل مرد    | جمشید هاشم‌پور          | برنده     | سیمرغ بلورین |
| بهترین طراحی صحنه             | آیدین ظریف             | نامزد     | سیمرغ بلورین |
| بهترین چهره پردازی            | فاطمه کمالی زهرا کمالی | نامزد     | سیمرغ بلورین |
| بهترین فیلم از نگاه تماشاگران | سید محمود رضوی         | مساویپنجم | سیمرغ بلورین |

### بیست و یکمین جشن سینمای ایران
| بخش                      | نامزد                  | نتیجه | جایزه         |
| ------------------------ | ---------------------- | ----- | ------------- |
| بهترین بازیگر نقش اول زن | سارا بهرامی            | برنده | تندیس شایستگی |
| بهترین چهره‌پردازی        | زهرا کمالی فاطمه کمالی | نامزد | تندیس شایستگی |